# 納失者罕
纳失者罕，明朝时记载的西域城名，又作纳苏察罕、纳实罕。《蒙古山水地图》称其在马儿黑纳（今乌兹别克斯坦费尔干纳州马尔吉兰）以西，纳失者罕在今乌兹别克斯坦锡尔河边。
纳失者罕东距失剌思数日路程，都是水路。城东是平原，水草丰足，适宜畜牧。马有多种，最小的高不过三尺。习俗敬重僧人，所到的地方必供应饮食。但是好逞血气之勇，打不赢的人，大家都嘲笑他。明成祖永乐年间到中国进贡。使臣回国，历经河北，转道关中，抵达甘肃，有关部门都置宴招待。

## 延伸阅读
[在维基数据编辑]
 《欽定古今圖書集成·方輿彙編·邊裔典·納失者罕部》，出自陈梦雷《古今圖書集成》
 《明史卷三百三十二》，出自《明史》